# Broaddus
Broaddus é uma cidade  localizada no estado norte-americano de Texas, no Condado de San Augustine.

## Demografia
Segundo o censo norte-americano de 2000, a sua população era de 189 habitantes. 
Em 2006, foi estimada uma população de 187, um decréscimo de 2 (-1.1%).

## Geografia
De acordo com o United States Census Bureau tem uma área de 
1,0 km², dos quais 1,0 km² cobertos por terra e 0,0 km² cobertos por água. Broaddus localiza-se a aproximadamente 56 m acima do nível do mar.

## Localidades na vizinhança
O diagrama seguinte representa as localidades num raio de 32 km ao redor de Broaddus. 